# Scleria pauciflora
Scleria pauciflora är en halvgräsart som beskrevs av Henry Ernest Muhlenberg och Carl Ludwig von Willdenow. Scleria pauciflora ingår i släktet Scleria och familjen halvgräs.

## Underarter
Arten delas in i följande underarter:
- S. p. caroliniana
- S. p. curtissii
- S. p. pauciflora